# Dvärggök
Dvärggök (Coccycua pumila) är en fågel i familjen gökar inom ordningen gökfåglar.

## Utseende
Dvärggöken är som namnet avslöjar en påtagligt liten gök. Den är grå ovan med rostrött på strupe och bröst kontrasterande mot vit buk. Noterbart är även rött öga.

## Utbredning och systematik
Fågeln återfinns i tropiska norra Colombia till nordöstra Venezuela; ett fynd från norra Brasilien. Den behandlas som monotypisk, det vill säga att den inte delas in i några underarter.

## Levnadssätt
Dvärggöken hittas i snårig ungskog eller öppna skogsbryn. Där ses den enstaka eller i par.

## Status
Arten har ett stort utbredningsområde och beståndet anses vara stabilt. Internationella naturvårdsunionen IUCN listar den därför som livskraftig (LC).